# Louis Achille Saugy
Louis Achille Saugy (* 7. Februar 1863 in Paris; † 7. März 1931 in Laufenburg, Kanton Aargau, heimatberechtigt in Rougemont) war ein Schweizer Maler und Zeichner.

## Leben und Werk
Saugy war der Sohn des Maschinenfabrikanten Louis und einer Pariserin. 1871 kam er in das Haus seines Onkels Emanuel Scheiben nach Château-d’Œx und besuchte ab 1882 die Akademie in Lausanne.
Später war Saugy als Hauslehrer und Gesellschafter bei einem russischen Fürsten angestellt und bereiste als solcher viele europäische Länder, in denen er die Museen und Galerien aufsuchte. Von 1886 bis 1892 betrieb er in Wien regelmässige Studien im Museum für Kunst und Industrie. Dabei wurde er von dem russischen Kunstmäzen und Botschaftsrat Fürst Grégoire Cantacuzène, dessen Tochter er drei Jahre lang unterrichtete, unterstützt und gefördert. Als Cantacuzène nach den Vereinigten Staaten versetzt wurde, fand Saugy Unterstützung durch Freunde an der Wiener Hofoper und später bei dem Grafen Tallerici in San Remo.

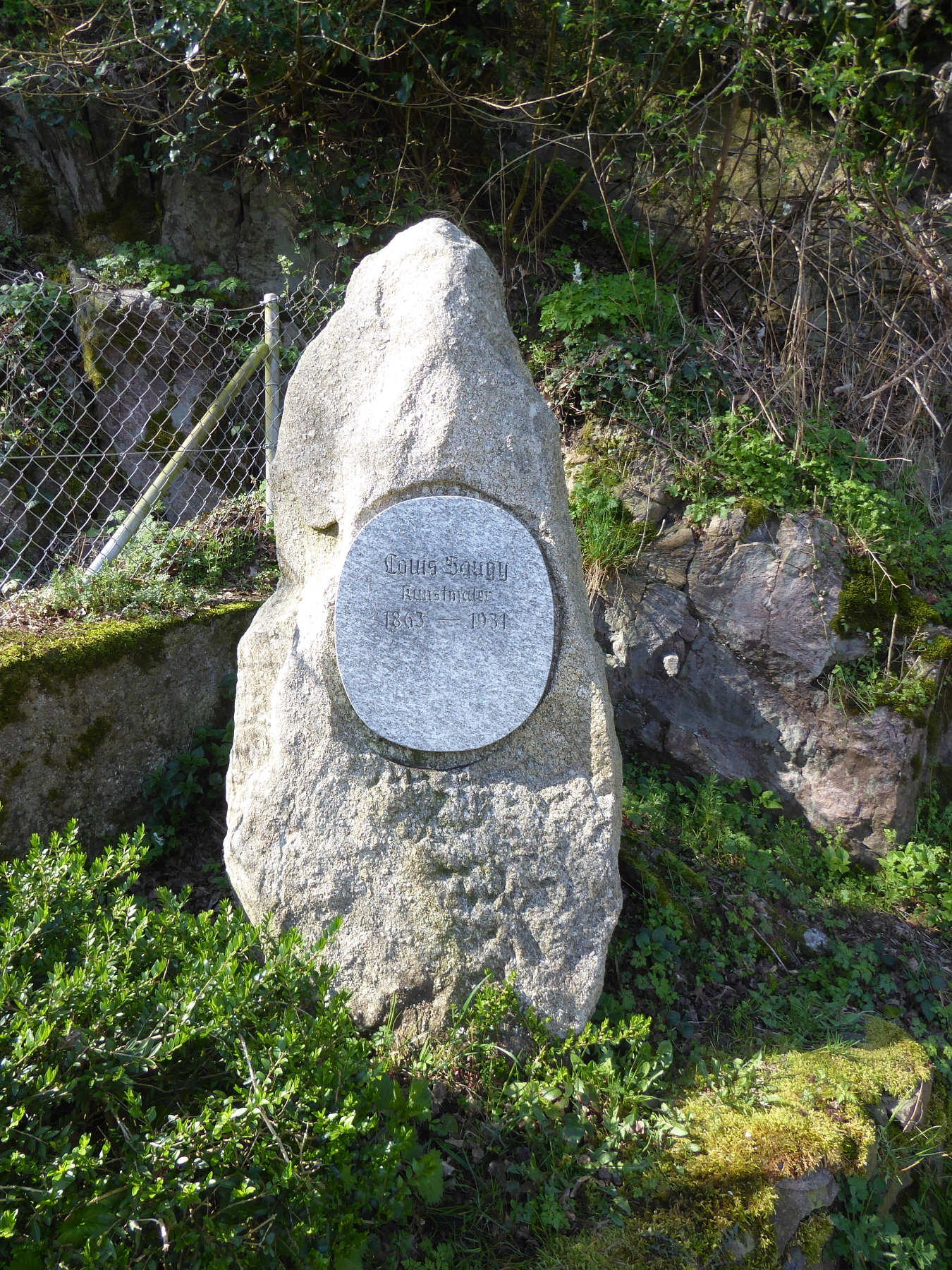
Gedenkstein am Ufer des Rheins bei der «Badstube» in Laufenburg

Saugy malte und zeichnete 1893 im Auftrag des Grossindustriellen Karl Scheidler, Sohn einer Textildynastie aus Łódź, auf dem Schloss Blumerode. Im Winter 1893 war Saugy als Hauslehrer bei dem Grafen Tallerici in San Remo tätig. Hier entstanden Studien von alten Häusern, Brücken und Stadtteilen. Saugy kehrte 1895 in die Schweiz zurück und schuf zahlreiche Werke, die in schweizerischen Museen sowie in Dresden, München und London ausgestellt wurden.
Von 1900 bis 1903 lebte Saugy in Zürich, bis 1905 in Basel und dann wieder in Zürich. Im Selbstverlag erschienen zahlreiche Ansichten, die nach seinen Tuschzeichnungen in Photogravüre-Technik gedruckt wurden. Saugy arbeitete zudem oft im Auftrag John Leishmanns, des Gesandten der Vereinigten Staaten.
Saugy liess sich 1907 in Laufenburg nieder und schuf eine Vielzahl von Werken, die Laufenburg und seine Umgebung zeigen, so auch die Stromlandschaft Kleiner Laufen bei Laufenburg. Die Laufener Stromlandschaft malten u. a. William Turner, Hans Thoma, Wilhelm Friedrich Gmelin, Gustav Schönleber, Johann Rudolf Rahn, und Myles Birket Foster.
Die Sprengung der Laufenburger Felsen im Rhein durch das Kraftwerk Laufenburg leitete das Ende für Saugys künstlerisches Schaffen ein. Auch wenn Saugy ab und zu noch einzelne Werke an die Kurgäste in Rheinfelden verkaufte, tat er sich im Allgemeinen schwer, sich von seinen Werken zu trennen. Dadurch verarmte Saugy zusehends. Nur dank Anna Metzger, verwitwete Vuillien, die ihm in ihrer Wohnung ein Zimmer überliess und das Essen mit ihm teilte, konnte Saugy überleben. Da Saugy kein Geld hatte, um die Miete und das Essen zu bezahlen, vermachte er ihr seine verbliebenen 150 Werke. Saugys Grabstein wurde nach dem Zweiten Weltkrieg bei der «Badstube» am Rheinufer aufgestellt.
Saugy bevorzugte neben der Feder die Pastellkreide und Farbstifte. Mit diesen schuf er mit erstaunlicher Detailwiedergabe Interieurs mittelalterlicher Wohnräume, alte Brücken, Häuser und Stadtpartien, die zugleich wertvolle historische Dokumente sind. Zahlreiche Werke von Saugy sind im Laufenburger «Museum Schiff» zu sehen. Die meisten seiner Werke sind jedoch in ganz Europa verstreut und im privaten Besitz.
Der Schriftsteller Christian Haller nimmt in einer Passage im Roman Das schwarze Eisen Bezug auf Saugys Leben in Laufenburg.